# OVER THE BORDER
『OVER THE BORDER』（オーバー・ザ・ボーダー）は、スリーピースガールズロックバンド・ステレオポニーの2枚目のアルバム。2010年6月9日リリース。

## 解説
1枚目のアルバム『ハイド.ランジアが咲いている』から約1年の期間を置いてのリリースとなった。
「スマイライフ」「ツキアカリのミチシルベ」「はんぶんこ」「OVER DRIVE」を含む全13曲を収録している。初回生産限定盤には｢LOVERS X'MAS LIVE DIGEST MOVIE｣・｢Cherry blossom blooms 2010 LIVE DIGEST MOVIE｣を収録したDVD、購入者限定スペシャルライブの抽選応募ハガキが封入されている。
Sony Music Shop公式サイト等でネット予約もしくは対象店舗で購入すると、先着で非売品告知ポスターが特典として付いた。

## 収録曲
1. OVER THE BORDER (4:34)
作詞/作曲：AIMI
2. ツキアカリのミチシルベ (3:56)
作詞/作曲：AIMI
TBS系テレビアニメ『DARKER THAN BLACK -流星の双子-』オープニングテーマ。
3. スマイライフ (3:35)
作詞/作曲：AIMI
松竹配給映画『劇場版 ヤッターマン 新ヤッターメカ大集合! オモチャの国で大決戦だコロン!』主題歌。
4. happy’A’ (4:54)
作詞：NOHANA　作曲：AIMI
5. Never Look Back (3:23) 
作詞/作曲：AIMI
6. 友達の恋人 (3:40)
作詞/作曲：AIMI
7. 妄想ジェット (4:01) 
作詞：NOHANA　作曲：AIMI
8. Cherry my... (4:07)
作詞/作曲:AIMI
9. はんぶんこ (4:01)
作詞/作曲：堤晋一
Bivattcheeのカバー曲。歌詞のAメロの部分が一部アレンジされている。
10. 星屑カンテラ (3:44)
作詞/作曲：AIMI
ビッツサンド「ハイキング女子」篇タイアップ曲。
11. 100パラリズム (3:52)
作詞：ステレオポニー　作曲:AIMI
12. OVER DRIVE (4:23)
作詞/作曲：AIMI
読売テレビ・日本テレビ系全国ネット『プロゴルファー花』主題歌。
13. 咲音 (12:41)
作詞：SHIHO　作曲：AIMI
この曲の最後に空白の時間があり、11:05から「BONUS TRACK -ACOUSTICSONG-」が収録されている。
11:05から始まる理由は、ステレオポニーがメジャーデビューした日が11月5日だから。

## 演奏
- AIMI：Vocal, Chorus, Guitar
- NOHANA：Bass, Chorus
- SHIHO：Drums, Chorus